# Roberto Rivera Ruiz de Porras
Roberto Rivera Ruiz de Porras (Ponce, 28 de octubre de 1950) es un político puertorriqueño afiliado al Partido Popular Democrático. Ha sido miembro de la Cámara de Representantes desde 2001 representando al Distrito 39. Sirvió como presidente interino de la cámara por 4 meses en 2016 tras la renuncia de Jaime Perelló Borrás.

## Primeros años y estudios.
Roberto Rivera Ruiz de Porras nació en Ponce el 28 de octubre de 1950. Estudió en el Colegio San Juan Bosco del Barrio Cantera.
Rivera Ruiz de Porras es Licenciado en Administración de Empresas por la Universidad del Caribe .

## Carrera profesional
Rivera trabajó durante 29 años en la industria bancaria.

## Carrera política
Rivera inició su carrera política cuando se convirtió en miembro de la Asamblea Municipal de Carolina en 1989. Ocupó ese cargo hasta el año 2000, cuando decidió postularse para la Cámara de Representantes de Puerto Rico en representación del Distrito 40. Fue elegido en las elecciones generales de 2000.
Rivera fue reelegido en 2004, 2008, 2012, 2016 y 2020. Fue designado Vicepresidente de la Cámara tras las elecciones de 2012. Tras la renuncia del presidente Jaime Perelló Borrás, Rivera sirvió como presidente interino de la cámara entre agosto de 2016 y enero de 2017.

## Vida personal
Rivera está casado y tiene dos hijos.

## Historial electoral
| Año  | Cargo                              | Tipo      | Partido | Partido | Votos  | %     | Posición | Resultado |
| ---- | ---------------------------------- | --------- | ------- | ------- | ------ | ----- | -------- | --------- |
| 2000 | Representante por el 40.º distrito | Generales |         | PPD     | 22,091 | 50.0  | 1.º      | Electo    |
| 2004 | Representante por el 39.º distrito | Generales |         | PPD     | 22,309 | 49.6  | 1.º      | Reelecto  |
| 2008 | Representante por el 39.º distrito | Generales |         | PPD     | 21,574 | 48.9  | 1.º      | Reelecto  |
| 2012 | Representante por el 39.º distrito | Generales |         | PPD     | 23,148 | 55.69 | 1.º      | Reelecto  |
| 2016 | Representante por el 39.º distrito | Generales |         | PPD     | 17,473 | 52.15 | 1.º      | Reelecto  |
| 2020 | Representante por el 39.º distrito | Generales |         | PPD     | 9,780  | 37.65 | 1.º      | Reelecto  |
| 2024 | Representante por el 39.º distrito | Generales |         | PPD     | 8,866  | 36.87 | 1.º      | Reelecto  |